# Сєничак-Ласинський
45°27′ пн. ш. 15°47′ сх. д. / 45.45° пн. ш. 15.78° сх. д.
Сєничак-Ласинський (хорв. Sjeničak Lasinjski) — населений пункт у Хорватії, в Карловацькій жупанії у складі громади Ласиня.

## Населення
Населення за даними перепису 2011 року становило 157 осіб.
Динаміка чисельності населення поселення: